# Marino Fattori
Marino Fattori (Cailungo, 25 marzo 1832 – Città di San Marino, 27 aprile 1896) è stato uno scrittore e politico sammarinese.

## Biografia
Nato a Cailungo, curazia di Borgo Maggiore nella Repubblica di San Marino nel 1832 dopo aver svolto gli studi ginnasiali a Città, Intraprese quindi gli studi di veterinaria nell'Università di Bologna spinto dalle necessità di lavoro, che terminò nel 1858. All'università frequentò corsi di latino e greco.
Nel 1861 conseguì l'abilitazione all'insegnamento e il 26 agosto dello stesso anno ebbe la cattedra di grammatica superiore ed umanità nelle scuole pubbliche sammarinesi, insegnandovi per 35 anni.
Nel 1869 venne nominato per cooptazione membro del Consiglio dei Settanta, entrando quindi nella vita politica sammarinese e le sue posizioni furono vicine alla tradizione e lontana dall'innovazione delle istituzioni della Repubblica. In veste di docente delle scuole pubbliche pronunciò per varie volte il giuramento dei capitani reggenti e nei suoi sedici discorsi ufficiali pronunciati al Consiglio Grande e Generale espresse le sue visioni politiche e morali al governo sammarinese. 
Ricoprì per quattro volte la carica di capitano reggente nel 1873, 1882, 1887 e 1893. Inoltre ricoprì la carica di prefetto dell'Archivio di Stato della Repubblica di San Marino.
Morì a Città a 64 anni d'età.